# Angry Birds Transformers
Angry Birds Transformers este a zecea tranșă din seria Angry Birds, o încrucișare între Angry Birds și Transformers. Jocul a fost lansat pe 15 octombrie pe iOS,30 octombrie pe Android oferind lupte între " Autobirds și Deceptihogs ". Jocul este de mod Side-scrolling Shut'em up publicat de către Rovio Entertainmen. Lansarea include produse legate de licență și o linie de jucărie de la Hasbro. Și e al 2-lea joc unde nu apare Matilda

## Intrigă
Totul incepe cînd misterioșii EggBots au ajuns pe insula porcilor și au transformat tot ce e viu în Transformeri iar cea ce nu este viu în turnuri care vor să distrugă toată viața.Autobirds și Deceptihogs trebuie să-și unească puterile puntru a înfrînge turnurile și a captura răutăcioșii EggBots.

## Gameplay
Jucătorul trebuie să elimine porcii în nivel, dar scopul principal este acela de-a supravețui în timpul alergării. Monedele pot fi colectate în timpul nivelelor distrugînd construcții ori omorând porcii, monedele pot fi folosite pentru a îmbunătăți personajele jocului ori pentru a explora teritorii noi. Porcii sunt esențiali pentru a salva personaje noi, care necesită fiecare un anumit număr de porci. Jocul conține si ranguri obținute dupa fiecare imbunatătățire. Odată la fiecare 20 de ranguri începind cu al 40-lea se va putea explore teritorii noi, care se vor scumpi cu 1000 monede dupa fiecare rang. Sunt 250 ranguri în joc. Fiecare teritorie coține cîte un transformer inghețat șsi păzit de către porci. Jucătorul poate juca ca pasăre (Autobird) ori porc (Deceptihog). În timpul jocului se poate împrumuta personajul unui prieten din faceboo ori un personaj care îl alege jocul. Viața pierdută a unui personaj va trebui regenerată. 

## Personajele jocului
Jocul conține 25 de personaje interpretate de către unul din personajele clasice ale jocului Angry Birds. Acestea sunt:
Red-Optimus Prime, Ultra Magnus, Energon Optimus Prime, Ultimate Optimus Prime
Chuck-Bumblebee, High Octane Bumlebee
Chef pig (Porcul bucătar)-Soundwave, Soundblaster, Energon Soundwave
King pig (Regele porc)-Bludgeon, Ultimate Megatron, Brawl, Megatron
Terence-Heatwave, Sentinel Prime
Moustache pig (Porcul cu mustață)-Lockdown, Energon Lockdown
Corporal pig (Porcul cu cască)-Galvatron, Energon Galvatron
Minion pig-Energon Starscream, Thundercracker
Hal-Energon Grimlock, Grimlock, Golobite Grimlock
Bubbles-Jazz

## Telepods
Ca si alte jocuri "Angry Birds Transformers" conține Telepods, este al 4-lea joc care conține Telepods impreună cu Angry Birds Star Wars 2, Angry Birds Go, Angry Birds Stella. Telepods folosesc un cod QR pentru scanare dacă se scanează mai multe personaje Telepods, codul QR a personajului scanat precedent va fi pierdut și va trebui scanat din nou. Încărcînd codul QR a unui personaj Telepods va deschide nivele temporare, se va putea regenera viata personajului respectiv și va avea o putere mai mare decît cel original din joc. 